# ویلیام کمبل (بازیکن فوتبال)
ویلیام کمبل (انگلیسی: William Campbell؛ ‏ تلفظ: ‎/ˈkæmbəl/‎؛ ‏ زادهٔ ۲۵ اکتبر ۱۸۶۵) فوتبالیست اهل بریتانیا است.
از باشگاه‌هایی که در آن بازی کرده‌است می‌توان به باشگاه فوتبال آرسنال، باشگاه فوتبال بلکبرن روورز، باشگاه فوتبال میدلزبرو، باشگاه فوتبال منچستر یونایتد، باشگاه فوتبال پرستون نورث اند، و باشگاه فوتبال نوتس کانتی اشاره کرد.